# 吉岡奈都美
吉岡 奈都美（よしおか なつみ、1983年5月21日 - ）は、日本の女優。元競泳選手。岡山県出身。かつてはタンバリンアーティスツに所属していた。

## 来歴
平泳ぎの選手としてジュニアオリンピックで100m準優勝。
就実高等学校、青山学院大学でもインターハイ、インカレなど全国大会を経験。国体では入賞も果たす。大学卒業後、芸能界入り。
現役時代より「美女スイマー」としてマスコミの注目を浴びていた。
2015年3月に一般男性と入籍し、5月に挙式を行った。

## 出演

### テレビ
- ハイビジョン特集 生きものってすばらしい!（2006年、NHK）
- 土曜ドラマ 勉強していたい!（2007年、NHK） - 堂上晴美役
- ドラマ8 乙女のパンチ（2008年、NHK） - 松竹ウメコ役
- ドラマ8 ゴーストフレンズ（2009年、NHK） - 篠田美香役　スチール
- 時々迷々（2009年、NHK教育） - 草野有希子役

### 映画
- ラフ（2006年、東宝）

### WEB
- ミルパパ 〜しあわせの雑貨店〜（2007年、ミランカ） - 栗田ナオミ役

### CM・広告
- 花王「クリアクリーンプラス」（2006年）
- サラヤ「ヤシノミの自然派ダメージケアシリーズ」（2007年）

### 雑誌
- ランナーズ「月刊SWIM」イメージガール（2007年）

### イベント
- 「ジャパン・スイムEKIDEN」（2007年）

### 舞台
- タンバリンプロデューサーズ「舞台 新耳袋」（2010年4月2日 - 6日、シアターグリーン BIG TREE THEATER）
- 元禄音楽劇『黒椿』（2011年7月16日 - 24日、池袋あうるすぽっと）[3]

## 作品

### 写真集
- UNDINE(ウンディーネ)（2008年6月3日、ワニブックス、撮影：野村誠一）ISBN 978-4847040955

### DVD
- 「Mermaid Blue」（2008年）